# Bataguppa, Kollegal
Bataguppa là một làng thuộc tehsil Kollegal, huyện Chamarajanagar, bang Karnataka, Ấn Độ.